# Casa di Dante in Lunigiana
Il Museo dantesco lunigianese, oggi Casa di Dante in Lunigiana, è una casa museo di Mulazzo, in provincia di Massa e Carrara, dedicata al rapporto tra Dante Alighieri e la regione storica della Lunigiana, comprendente le attuali province della Spezia e di Massa-Carrara.

## Descrizione
Il museo è ospitato in una casa-torre del XIII secolo a Mulazzo ed è una creazione del Centro Lunigianese di Studi Danteschi (CLSD), che ne è il gestore.
L'esposizione, intitolata al dantista mulazzese Livio Galanti, comprende la Biblioteca dantesca lunigianese intitolata a Giovanni Sforza, la Galleria Artistica "Romano Galanti", un percorso didattico strutturato su dodici grandi pannelli didattici che rendono la visita al museo particolarmente utile e agevole per le scuole di ogni ordine e grado e dedicato al dantista pontremolese Paride Chistoni, e il Book shop.
Il museo pone in evidenza la ricchezza delle referenze dantesche lunigianesi: il canto VIII del Purgatorio; gli Atti della pace di Castelnuovo, l'Epistola di frate Ilaro del monastero del Corvo a Uguccione della Faggiuola, l'Epistola IV dal Casentino a Moroello Malaspina; la Leggenda dei primi sette canti dell'Inferno, le numerose citazioni della Lunigiana storica presenti nell'intera opera di Dante Alighieri e il grande patrimonio di Tradizione comprensivo di studi che affondano le radici nello stesso XIV secolo.